# Jesús Castro (calciatore messicano)
Jesús Castro Aguirre (16 ottobre 1908 – ...) è stato un calciatore messicano, di ruolo attaccante.

## Carriera
In carriera, Carreño giocò per la squadra messicana dell'Atlante.
Con la Nazionale messicana, Castro disputò il Mondiale 1930 in Uruguay ma non giocò nessuna partita.